# 蒲芦瑶族乡
蒲芦瑶族乡是中华人民共和国广西壮族自治区桂林市荔浦市下辖的一个民族乡。

## 行政区划
蒲芦瑶族乡下辖以下村级行政区划单位：
蒲芦社区、万福村、万全村、黎村、甲板村、古立村、福文村、桥乐村和下龙村。